# Ben Foden
Benjamin James Foden (Chester, 22 de julio de 1985) es un jugador británico de rugby que se desempeña como wing. Estuvo casado con Una Foden integrante de la banda femenina The Saturdays.

## Carrera
Debutó en la primera de Sale Sharks con 19 años en 2004 y al comienzo de su carrera se desempeñaba como medio scrum hasta que se descubrió su talento para jugar de wing. En 2008 fue contratado por el Northampton Saints.

## Selección nacional
Fue convocado al XV de la Rosa por primera vez en 2009, no sin antes jugar en los seleccionadas M-16, juvenil e inclusive en los England Saxons.

### Participaciones en Copas del Mundo
Hasta el momento sólo disputó una Copa del Mundo: Nueva Zelanda 2011 donde los ingleses fueron eliminados en cuartos de final por Les Bleus.
| Mundial                       | Sede          | Resultado        | PJ | Tries |
| ----------------------------- | ------------- | ---------------- | -- | ----- |
| Copa Mundial de Rugby de 2011 | Nueva Zelanda | Cuartos de final | 5  | 2     |

## Palmarés
- Campeón de la Copa Desafío de 2008/09.
- Campeón de la Aviva Premiership de 2005-06.